# Al-Sayyad
Al-Sayyad (tiếng Ả Rập: الصياد) là một ngôi làng Syria nằm trong phó huyện Kafr Zita của huyện Mahardah ở Tỉnh Hama. Theo Cục Thống kê Trung ương Syria (CBS), al-Sayyad có dân số 394 trong cuộc điều tra dân số năm 2004. Cư dân của nó chủ yếu là người Hồi giáo Sunni.